# Rally Villa de Llanes de 1996
El Rally Villa de Llanes de 1996, oficialmente 20.º Rally Villa de Llanes, fue la vigésima edición y la quinta cita de la temporada 1996 del Campeonato de España de Rally. Fue también puntuable para el Desafío Peugeot, la Copa Ibiza, la Supercopa ZX y el Trofeo Fiat Cinquecento. Se celebró del 8 al 9 de junio y contó con un itinerario de 193 km cronometrados.

## Clasificación final
| Pos. | Piloto                | Copiloto           | Automóvil             | Tiempo  | Diferencia |
| ---- | --------------------- | ------------------ | --------------------- | ------- | ---------- |
| 1.   | Luis Climent          | José Antonio Muñoz | Citroën ZX 16V        | 2:2:25  | 0.0        |
| 2.   | Miguel Martínez-Conde | Javier López       | Renault Clio Williams | 2:14:35 | +2:10      |
| 3.   | Daniel Alonso         | Salvador Belzunces | Ford Escort RS 2000   | 2:15:21 | +2:56      |
| 4.   | Sergio Vallejo        | Diego Vallejo      | Citroën ZX 16V        | 2:17:47 | +5:22      |
| 5.   | Javier Azcona         | Inma Vittorini     | Citroën ZX 16V        | 2:19:20 | +6:55      |
| 6.   | Jon Casais            | Juan Carlos Dorado | Citroën ZX 16V        |         |            |
| 7.   | Bandera de ?          | Bandera de ?       |                       |         |            |
| 8.   | Bandera de ?          | Bandera de ?       |                       |         |            |
| 9.   | Bandera de ?          | Bandera de ?       |                       |         |            |
| 10.  | Bandera de ?          | Bandera de ?       |                       |         |            |